# Trichostema parishii
Trichostema parishii är en kransblommig växtart som beskrevs av George Vasey. Trichostema parishii ingår i släktet Trichostema och familjen kransblommiga växter. Inga underarter finns listade i Catalogue of Life.